# Что утрачено
«Что утрачено» (англ. What Is Lost) — третья серия второго сезона американского телесериала «Ведьмак». Её премьера состоялась 17 декабря 2021 года на Netflix.

## Сюжет
Литературной основой сценария серии стали произведения Анджея Сапковского — роман «Кровь эльфов», рассказы из сборников «Последнее желание» и «Меч Предназначения». Цири здесь продолжает тренироваться в фехтовании, выносливости и ловкости, Весемир изучает мутировавшего лешего. Йеннифэр направляется в Аретузу и там узнаёт, что её подозревают в неверности Братству. Чтобы снять с себя подозрения, она должна казнить Кагыра, но вместо этого Йеннифэр сбегает вместе с ним. Беременная Франческа Финдабаир и эльфы поселяются в Цинтре под защитой Нильфгаарда. В Каэр Морхене Геральт рассказывает Цири, что та, возможно, унаследовала магические способности от своей матери. Вдвоём они выслеживают лешего; во время битвы появляется похожее на многоножку чудовище и убивает лешего, а затем преследует Цири. Геральт убивает многоножку.

## В ролях
- Генри Кавилл — Геральт из Ривии
- Фрейя Аллан — княжна Цирилла
- Аня Чалотра — Йеннифэр из Венгерберга

## Оценки
Обозреватель портала IGN, посмотрев третью серию, констатировал, что во втором сезоне «Ведьмака» снова доминируют Йеннифэр и Цири. При этом подход авторов к истории Йеннифэр он счёл «болезненно прямолинейным», а развитие истории Цири — более органичным. В целом, по мнению рецензента, сюжет сериала на этом этапе становится вполне традиционным по сравнению с первым сезоном.